# Dziewczyna z pociągu (film)
Dziewczyna z pociągu (oryginalny tytuł: The Girl on the Train) – amerykański thriller z 2016 roku w reżyserii Tate Taylor oparty na książce pod tym samym tytułem brytyjskiej pisarki Pauli Hawkins z 2015 roku.

## Obsada
- Emily Blunt – Rachel Watson
- Rebecca Ferguson – Anna Watson
- Haley Bennett – Megan Hipwell
- Justin Theroux – Tom Watson
- Luke Evans – Scott Hipwell
- Allison Janney – sierżant Riley
- Édgar Ramírez – dr Kamal Abdic
- Lisa Kudrow – Martha
- Laura Prepon – Cathy
- Ross Gibby – David